# 強殖裝甲
《強殖裝甲》是高屋良樹創作的日本漫畫作品。此作品曾中斷連載數次，連載時間已超過三十年。

## 概要
數千萬年前，被稱作降臨者的外星人來到地球，為研發生體兵器而創造了人類，並從人類開發出負責戰鬥的獸化兵和一名負責統御的獸神將（阿卡菲爾）。「強殖裝甲·單元Ｇ」本來為降臨者的基本配備，一日降臨者使一名人類殖裝「強殖裝甲·單元」，殖裝後的人類發揮了遠超過降臨者殖裝後的能力、並且不受控制。由於降臨者發現人類有不安定的因子存在，因此要毀滅地球另覓他處。獸神將阿卡菲爾爲了阻止降臨者毁灭地球的計劃不惜反叛，以自己的力量將降臨者的巨大隕石擊毀，自己也因力量耗盡陷入長眠。轉眼間400年過去，阿卡菲爾甦醒過來，為了向降臨者復仇，以自己的獸神將水晶體分割，調製出其餘十一位獸神將（每人各有阿卡菲爾一部份的能力）並組建了背後控制全世界的秘密組織克諾斯，一直在秘密將人類調製成獸化兵。時至今日，在日本的魅神山中留下來的三套「強殖裝甲·單元」，一直是克諾斯求之不得的最高秘密。然而，組織裏面一小部分反對將人類調製成獸化兵的科學家，集合起來煽動擁有獸神將能力的獸神將試驗体叛變，終於成功將3個「強殖裝甲·單元Ｇ」奪取出去。克諾斯派出獸化兵追捕並尋找散落在外的單元。
一日，獸化兵正在追捕並準備回收被獸化兵實驗體偷出的「強殖裝甲·單元Ｇ」，戰鬥中發生爆炸把「強殖裝甲·單元Ｇ」散落在成澤山。一個平凡的中學生深町晶偶然拾到神秘組織克諾斯的超級生體兵器「強殖裝甲·單元」，因意外下啟動控制裝置而得到殖裝成Guyver的能力，成為第一位殖裝體Guyver I，並與圖謀征服世界的克諾斯展開激戰，後來遇上本為克諾斯日本支部長卷島玄藏養子的卷島顎人，發現其身份原來是以打倒克諾斯為目標的Guyver III，Guyver I和Guyver III聯合獸神將試驗體的村上征樹，一起為打倒克諾斯而戰鬥。

## 人物
配音員部分左側為一般電視版本；右側為OVA版本。

### 主要角色
深町 晶（聲優：野島健兒/草尾毅）
主角，Guyver I，本來為平凡的高中生，但一次偶然在學校後山（成澤山）接觸單元Ｇ，結果意外成為殖裝者，從此被克諾斯日本支部獸化兵追殺，甚至晶的爸爸被調製成為專門針對殖裝體的恩賽姆特種獸化兵，在晶的腦部被破壞的情況下，強殖裝甲發揮出驚人的保護能力，將晶的爸爸消滅。即使命運被如此捉弄但一路也受到許多人們的支撐，決定繼承「維護人類尊嚴之戰」而戰鬥。在初次與十二神將戰鬥失敗後，與外星飛船的金屬控制球產生共鳴，並在另一個空間製造出了更加強大的白色巨人裝置，可惜精神力不夠強大，在接下來的戰鬥中被卷島顎人爭奪殖裝，成為黑色巨人殖裝。之後救出阿普頓的戰鬥中最後晶成功奪回巨人殖裝，在與巨獸神的戰鬥中，發揮巨人殖裝的真正的能力，將Guyver I的巨人殖裝巨大化成紅色巨人，官方（克諾斯）稱為「巨神殖裝」。
瀬川瑞紀（聲優：水樹奈奈/水谷優子）
晶青梅竹馬的好朋友，哲郎的妹妹。高中學生會的副會長，起初暗戀卷島，但是後來對拚死保護自己的晶產生了好感。而對於晶來說，瑞紀是他心中的一切。
瀨川哲郎（聲優：高口公介/鹽屋浩三）
瑞紀的哥哥，晶也當作哥哥。與晶一起被捲入事件，得知克諾斯的陰謀，相當博學，以參謀的身分支持著晶。
卷島顎人（聲優：小西克幸/田中秀幸）
Guyver III殖裝者，原本是克諾斯的幹部候補，為了自己的野心而造反克諾斯，在美國組織了反克諾斯的地下組織「宙斯之雷」，並利用克諾斯的科學家，特地調製出損種實驗體，以及前所未見的女性體獸神將。在亞利桑那總部最底層一戰中，成功得到烏拉努斯聖櫃的「航行控制球」。在取得「航行控制球」後，顎人亦著此而製成了完全屬於自己的巨人殖裝，從而使自己和晶也能同時進行雙重殖裝。
尾沼志津（聲優：根谷美智子/川村萬梨阿）
爷爷是尾沼与平，祖孙俩受到卷岛一家的恩泽，对卷岛（他们称他为颚人少爷）很忠诚。而志津对颚人是一往情深，甘愿为他做出一切。后来卷岛背叛深町晶等人时志津仍情愿跟着他。最后被调制成“格莉塞尔达”，其拥有控制“解放兽”的类似兽神将级别的能力。
阿普頓（聲優：稻田徹/二又一成）
損種實驗體，最初與卡巴1敵對，現在以反克諾斯的立場與晶一同戰鬥著。經過多次調製後，成為與一般獸化兵不同的究極戰鬥生物，不受獸神將精神支配，以自己的意志行動。能夠藉由"融合捕食"的手段，汲取對方生物的遺傳子情報，而將其變為自己的能力。也擁有和卡巴相提並論的再生能力，即使只剩下些微的身體殘片也能夠再生復原。
速水利章（聲優：大西健晴）
原在魅奈神山遺跡基地最底層工作，在降臨者飛船事件後，與另外三名決心承繼山村教授和小田桐主任遺志的研究員自行調制成損種實驗體可釋放極度冷凍空氣的獸化兵（另外三人在調制失敗後死亡），以脫離克諾斯控制，最後在對卡布拉爾．韓一戰中，為救阿普頓而犧牲。能釋放極度冷凍空氣的特異能力被戰友阿普頓繼承!
麻生啟介
雜誌的攝影師。因為大學的學弟村上成為獸神將一事，讓他對克諾斯統制局感到懷疑，追查著GUYVER的謎團。
村上征树（聲優：真殿光昭/鈴置洋孝）
本是报社记者，因暗中采访各地出现的奇怪生物（试验用兽化兵）事件，被克诺斯抓捕。其身体条件被克诺斯看中，成为为最后一个兽神将吉欧的调制做准备的试验体。同样的试验体共有十几个。被克诺斯囚禁期间，结识了以克诺斯高级开发主任小田桐教授为首的一批决心反抗克诺斯统治的技术人员，并接触了大量克诺斯的组织秘密。小田桐为村上大學時代的恩师，村上接受了小田桐的反抗思想，决心帮助教授反抗克诺斯。教授将兽神将试验体集合起来，计划用试验体接近兽神将的能力发动叛变，但行动被阿卡菲尔及兽神将镇压，除村上之外所有的试验体都被投入溶解炉，村上侥幸逃出，小田桐教授及其他伙伴被迫转入地下。逃出克诺斯后，村上继续以记者的身份，追踪克诺斯的行动。“单元”遗失后，村上跟踪克诺斯的行动，找到了人类殖装体深町晶和卷岛鄂人。在吉欧率领因塞姆试验体追杀Guyver I，Guyver III的战斗中，村上奋不顾身的与吉欧战斗，拯救了大家的性命。随后，村上和Guyver I，Guyver III及所有伙伴潜入魅神山遗迹基地，并控制了一艘降临者的飞船，但被吉欧发现，打成重伤，与众人失散。随后被阿卡菲尔拯救，将吉欧的神水晶赋予村上，使村上成为第13位兽神将，记忆受到篡改，向阿卡菲尔倒戈，与晶和卷岛等人为敌。

### 十三名獸神將
阿卡菲爾/Archanfel
身高292cm，體重302kg(戰鬥形態時)。克諾斯的盟主十二神將之首。，是12神將中唯一由降臨者所調製出的真正的獸神將，亦被称为最強的「超獸神將」。他是在太古之初，唯一一位經降臨者親手調製之獸神將。其他獸神將都是透過阿卡菲爾的水晶體的胚核分割、培養而產生的11個複製品，這些獸神將的能力都是阿卡菲爾部份能力的延續，也就是說，他擁有其餘11個獸神將的全部能力，可以說他是獸神將中的獸神將。有關他的一切仍有很多謎，這足以肯定他與其他獸神將的力量層次不同。
辛恩‧路貝歐‧亞姆尼卡斯/Sin Rubeo Amniculus
克諾斯北美分部長，亦為克諾斯統制局之局長，為該組織實質上的統籌者，代替行蹤不定的阿卡菲爾及專司獸化兵調製的巴卡斯博士管理組織。在12獸神將有要事聚集時，他也擔任會議主席/召集人的角色。在12獸神將當中，可說是對阿卡菲爾最為效忠者之一。其能力尚且不明，但可確定的是，能在瞬間射出足以擊毀數百顆飛彈的熱線並且擁有強大的防禦能力。
伊瑪卡拉姆‧米拿比利斯/Imakarum Mirabilis(村上征樹)
原是獸神將吉歐的調製實驗體，因此具有部分吉歐的能力，但無法長久維持獸神將狀態，且力量也與真正的獸神將吉歐有極大差距。但是在吉歐被阿卡菲爾擊敗且取回水晶體後，得到吉歐的「水晶體」並接受阿卡菲爾的親自調製，成為取代吉歐的第十三位獸神將。在那之後曾出現在克諾斯日本支部，先後與二名巨人殖裝作戰，雖擊敗巨人殖裝，但敗在黑色巨人殖裝手中，而使水晶體遭到破壞。與黑色巨人殖裝戰敗之後再次接受調製，並成為阿卡菲爾的親信，代替阿卡菲爾行動，其目的在於取得強殖裝甲.單元，以使阿卡菲爾能夠脫離沈眠症。能力與失去水晶體前的吉歐大致相同，但因經過阿卡菲爾特地培植與賦予獸晶體，推測實力應該已超越原來的獸神將吉歐，專長為操控重力，別名「重力使者」。
理察‧基奧/利查特‧吉歐/Richard Guyot
最後一位接受調制的獸神將（不包括後來取代其地位的村上），是12神將中最年輕的獸神將，專長為操控重力，別名「重力使者」，曾為克諾斯的總司令。使用招式有重力指彈等等，其中擬似黑洞為不可在行星上使                用的禁忌大絕招，連阿卡菲爾都曾被吸入他製造出的擬似黑洞中。因為在他的調製階段，阿卡菲爾剛好陷入沈眠期，精神控制特別弱，使他對阿卡菲爾完全無忠誠心可言，一心只想成就霸業。想藉由穿上強殖裝甲使自己超越阿卡菲爾，成為最強的獸神將，進而掌控全世界。但是遭阿卡菲爾識破而失敗。在與阿卡菲爾的連場戰鬥中遭擊敗，被收回水晶體，失去變身為獸神將的能力，然而本應掉入火山熔岩中的他，卻存活下來。在卡巴IIF與超獸化兵的戰鬥中，以蜘蛛的型態出現，出手幫助卡巴IIF。182話格莉塞爾達.解放獸和吉歐.卡巴IIF發生綁架瀨川兄妹之戰，吉歐要綁架瀨川兄妹之時，神秘人突然從異次元空間出來輕易擊敗吉歐，帶走了瀨川兄妹。
菲德烈‧馮‧普魯克修達爾/Fried'rich von Purg'stall
克諾斯制壓全球成功而統治地球後，前往日本負責統領日本支部的獸神將。因為具有成為獸神將的才能，而於215 年前在，奧地利的維也納被巴卡斯發掘，成為12位獸神將中的一員。對巴卡斯及阿卡菲爾十分忠心，但對阿卡菲爾行縱飄忽不定、在組織面對挑戰時卻不現身主持大局，可以看出還是有些不滿的。他與獸神將辛恩是好朋友，二人交情匪淺，都是克諾斯的中堅份子，此由巴卡斯只將阿卡菲爾的身世之謎告訴二人，可見一斑。統領日本支部時，因三名有叛意的獸神將設局，而與巨人殖裝交戰。之後精疲力盡的他，遭此三名神將殺害，嫁禍於巨人殖裝。他的專長是操控氣候、引來雷雲再發出強大的閃電攻擊敵人，其威力可在瞬間將大樓化為灰燼，但不善近距離格鬥，是其弱點。
古明高‧巴路加斯/ 哈米凱爾‧巴卡斯/Hamilcar Barcas
是十二神將的最老參謀，曾是開發局的負責人。是獸化兵調制的最高權威，也有參與一部分獸神將的調製。在科诺斯最大的基地：亚利桑纳州圣柜之上所建立的基地中对卷岛则人Guyver3的作战中失败，虽然成功逃脱出基地，但是依然被尾随的卷岛以头部光线射击而身受重傷。携带出來的兽神将晶体以及烏拉努斯聖櫃的「航行控制球」等物品被抢走。
李剡魋/Rienzi
統領中國分部。名字的「剡」是刀尖的意思，魋則是代表一種神獸的名字。在亞利桑那總部最底層與黑色巨人殖裝交戰，後被黑色巨人殖裝出乎意料擊敗，敗在自己的能力「絕空斬」之下。
華菲達羅士/瓦夫達諾斯/Waferdanos
統制俄羅斯分部。曾是北大西洋上某島國國王。全身被針般的體毛覆蓋著，是個奇怪的人物。是降臨者的實驗生物，實際上屬於「植物」而非「動物」，比阿卡菲爾更早被降臨者所調製。在獲得阿卡菲爾的獸結晶後，把巨大的森林壓縮於一身之上，成為可自由行動之獸神將。已亡，最後結局在亞利桑那總部與李剡魋一起被炸死。
愛得華‧卡爾雷歐/Edward Caerleon
統領歐洲分部。外觀雖是青年，實際年齡卻不肯定。擁有宮廷騎士的氣質。在173话中在方舟裡面與神秘人交戰，但不敵神秘人，後被神秘人奪去水晶體，由於失去水晶體，卡爾雷歐極速衰老，但用最後一口氣搭乘飛船返回地面，向巴路加斯和辛恩報告遇襲一事，但已命不久矣。
卡布拿路‧漢/卡布拉爾‧韓/Cablarl Khan
統領印度分部。是個矮小的老人，穿著中國滿清時代的官吏衣冠。最令人最深印象是經常浮在空中移動。已亡，在東京和巨人殖裝一戰中使出「巨獸神變化」，和連在地球制壓戰中也沒有使用的「殲滅形態」也不敵巨神殖裝。被其重力爆擊擊敗時，偽裝成成生體飛彈而脫出，但被阿普頓所尾隨，最後以他新型態的「冰凍浩劫」能力所殺，神水晶隨即被黑衣人奪走。
查比‧賓‧希揚/Jearvill Bun Hiyern
統領澳洲分部。行動可疑，隱藏著祕密野心，對Guyver甚具興趣。與拿古拉高和卡布拉爾勾結，背叛阿卡菲爾。
拿古拉高‧度‧古路米力/Luggnagg de krumeggnic
統領非洲分部，對Guyver甚具興趣，而且親自查探箇中的祕密。與 卡布達路 及 查比 勾結，背叛阿卡菲爾，他是三人中的首領。
度哈‧狄‧加利洛斯/Tuaha De Galenos
統領南美分部。具有像岩石般的怪異相貌，是十二神將中第一巨漢。

### 其他
深町史雄
晶的父親，因巴路加斯博士的陰謀而被調製成因賽姆二號，與卡巴1展開戰鬥而慘死。
山村晉一郎
二十年前在魅奈神山調查中，被古羅洛斯捉走，被逼協助克諾斯。後在煽動獸神將試作體造反失敗，也是村上大學時代的恩師。
神秘人（黑衣人）
自稱「毀滅者」，出現於166話，他出現是為了回收「水晶體」，其盔甲由不存在於地球的金屬所製造，他與降臨者有極大關係，有读者估計毀滅者就是村上征樹。
奧斯華‧A‧利士克（聲優：石塚運昇/若本規夫）
Guyver II
克諾斯組織的成員，後在日本分部以壓倒性力量差點擊敗Guyver1，後來因控制金屬損壞反被Guyver1擊敗，失去金屬控制球的利士克無法控制強殖生物，被Guyver1以胸部粒子砲消滅。
Guyver II Female（以損壞的 Guyver II部分修復，缺點是不能長時間殖裝，對殖裝者身體有不良影響）
新殖裝者，第四位殖裝者，殖裝者為 奧斯華‧A‧利士克的妹妹，藉著克諾斯監察官身份出入華盛頓SECTION.D許可權的機會奪取 尚未修復的 Guyver II 金屬控制器，因為金屬控制器尚未修復，時常發生精神上錯亂的狀態。
Guyver 0
人類第一個殖裝者，因降臨者的好奇而被穿上殖裝，結果在殖裝後不受降臨者的控制且力量過於強大。降臨者從此事中，發現人類有潛在抵抗基因，而且全面撤離地球。；【另一說為降臨者藉此事件，已經完成素體武器測試，於是將 阿卡菲爾 封所在地球，前往遙遠宇宙進行戰爭。】
白井博士
魅奈神山「遺跡基地」的最深層研究人員的負責人。受吉歐的命令研究單元分離器。
伊集院
遺跡基地最下層的職員之一。在小田桐宅的地下室內，因接受病毒無效化的實驗失敗而死亡。
小田桐佳雄
遺跡基地最深層研究分析室主任。密謀打倒克諾斯，但在遺跡基地崩壞時的戰鬥中，身中吉歐的重力指彈而死。

## 用語
降臨者
遠古時降臨地球的外星人。重複遺傳因子的操作實驗，製造了拿來作生體兵器素材的「人類」。但在投入實戰之前，卻因某種原因撒離地球。
強殖裝甲（Guyver）
原本是被稱為「降臨者」的外星人廣泛應用的標準裝備。平常是以名叫單元之狀態存在，金屬外殼覆蓋住強殖生物再以制禦裝置控制。當有生命體要進行首次使用時需要觸摸制禦裝置，制禦裝置就會記錄使用者之基因，記憶，甚至思考模式等資料，之後強殖生物就會被解放，覆蓋使用者之身體轉化為強殖裝甲。完成轉化前使用者會進入半昏迷狀態，這段時間強殖裝甲已經具備基本性能，為免有外來物干擾同化或危害使用者生命，制禦裝置會進入自我保護模式，控制昏迷的使用者作出適當反擊，直到使用者回復意識為止。以後使用者就可按自己意志隨時召喚或解除強殖裝甲。
強殖裝甲能抵受環境狀況的變化，就像是太空衣之類的東西，此外還可以增幅降臨者幾倍戰鬥力。但如果人類殖裝的話，增幅可達數百倍。故事中已知有三套原裝強殖裝甲。
所有單元之性能都是一樣的，但經過不同使用者殖裝後，強殖裝甲的外表及性能可以有巨大差別。原因是強殖裝甲是一種能力增幅工具，殖裝者的體能及精神狀態會大大影響戰鬥力。即使是武器「頭部光線 口部金屬超音波 手肘高周波劍 重壓砲」「胸部粒子砲」等，都可以有數量上之分別，例如卷島變成之Guyver 3, 手肘上之高周波劍比其他Guyver 多出一把。
此外，強殖裝甲之外形及性能偏向，是在使用者第一次接觸單元時決定的。例如主角深町接觸單元時性格單純膽怯，因此Guyver1 性能自動調節成以保命的防禦(裝甲較厚) 為主，攻擊力為次要。而卷島早就抱住巨大之野心及不擇手段去達到目的之精神狀態去進行殖裝，因此強殖裝甲之外觀變得較具攻擊性，而且面容兇狠，反映出卷島巨大之野心。
Guyver II Female（古羅諾斯嘗試修復的強殖裝甲─）
古羅諾斯以過去Guyver II的資料，以某種目的而複製開發的人造控制金屬加上強殖細胞。但屬未修復完成開發的損壞成品，存在機能上的問題。雖然戰鬥力與原裝正版的強殖裝甲非常接近，但控制金屬性能不完整無法長時間壓制強殖細胞，因此有時間限制。解除殖裝時亦不能重新構築殖裝者的衣服導致裸體。一旦曾經殖裝，就算非殖裝時間都會持續對肉體及精神造成損傷，縮短壽命。
蛹
與遺跡細胞融合的Guyver1，在進化至巨人殖裝前的中途形態。成功進化之後，那外殼使成為巨人殖裝的維生甲殼，有替巨人殖裝充電及儲存能量的機能。
巨人殖裝（Gigantic）
Guyver的強化版，晶為了對抗獸神將以自己的意識一手打造出來的強化巨人裝甲 。Guyver1是「卡巴巨人殖裝(Gigantic Guyver)」 ，Guyver3是「黑色巨人殖裝(Gigantic Dark)」。巨人殖裝的手腕力是Guyver的20倍，頭部光線&口部金屬超音波&重壓砲強化了許多，手肘高周波劍可自由伸縮，主武裝「十億胸部粒子砲」威力是「百萬胸部粒子砲」的100倍 ，可射穿地球的大氣層。目前只知道卡巴巨人殖裝可巨大化成「巨神殖裝(Gigantic XD)」
利姆巴（Remover = 移除器）
遺跡(宇宙船)中放置於三個單元的中央位置, 初步用途為強制解除殖裝者的殖裝並還原至單元狀態。Guyver 0就是被降臨者用利姆巴強制解除殖裝。
遺跡（宇宙船）
降臨者遺留下來的生體宇宙船。確認世界上應有最少三艘存在，日本魅奈神山那艘是最小樣本，控制器被深町 晶獲取創造出第一個巨人殖裝。一艘在克諾斯美國亞利桑拿州基地呈現化石形態被稱作聖櫃疑似為遠古時期被強殖裝甲zero擊毀，控制器被卷島顎人奪取取製造出黑色巨人殖裝，另一艘在海洋中受強烈磁場保護形成與世隔絕的西拉島亦是阿卡菲爾的隱世居所。
擬似黑洞
獸神將利查特‧吉歐，與及成為獸神將的伊卡萊姆‧尼拉比斯(原村上征樹)的必殺兵器。由全身連串的重力球產生出重力歪曲能量。瞬間最大質量是七千EXA噸。
重力指彈
能控制重力的獸神將的武器。以手上重力球的力量壓縮作用而發射出來的超高密度能量彈。
生體熱線
以比莫亞為代表的生體熱線炮裝備型獸化兵所持有的武器。利用生體內的鐳射發振器來發射的強力熱光線。
調製
操作遺傳因子，把人類改造成獸化兵的過程。
融合捕食
侵蝕其他生體的細胞，把對方的優質因子吸收，儲存在體內留待己用，是阿普頓的能力。
損種實驗體（Lost Number）
在調製階段喪失生殖能力，只能維持一代的變異體。當中不少擁有正式採用獸化兵所沒有的特殊能力。

## 相關
- 1991年電影《強殖裝甲》
- 1994年電影《强殖装甲：暗黑英雄》

## 外部連結
- GUYVER THE BIOBOOSTED ARMOR / 強殖装甲ガイバー （页面存档备份，存于）（WOWOW）（日語）
- 中文凯普论坛[永久]